# 대한민국 형법 제80조
대한민국 형법 제80조는 시효의 중단에 대한 형법총칙의 조문이다.

## 조문
제80조(시효의 중단) 시효는 사형, 징역, 금고와 구류에 있어서는 수형자를 체포함으로, 벌금, 과료, 몰수와 추징에 있어서는 강제처분을 개시함으로 인하여 중단된다.

第80條(時效의 中斷) 時效는 死刑, 懲役, 禁錮와 拘留에 있어서는 受刑者를 逮捕함으로, 罰金, 科料, 沒收와 追徵에 있어서는 強制處分을 開始함으로 因하여 中斷된다.

## 참조 조문
민법 제168조(소멸시효의 중단사유) 소멸시효는 다음 각호의 사유로 인하여 중단된다.

1. 청구

2. 압류 또는 가압류, 가처분

3. 승인

## 같이 보기
- 대한민국 민법 제168조 소멸시효의 중단사유

## 참고 문헌
- 신이철, 형법총론, 경찰승진연구회, 2005. ISBN 9788988777886
- 조현욱, 형법총론강의, 진원사, 2008 ISBN 9788990904621
- 손동권, 형법총론, 栗谷出版社, 2011. ISBN 9788991830936